# کاسامیچولا
کاسامیچولا (به ایتالیایی: Casamicciola Terme) یک کومونه در ایتالیا است که در استان ناپل واقع شده‌است.

## خصوصیات
کاسامیچولا ۵٫۶ کیلومترمربع مساحت و ۸٬۲۵۴ نفر جمعیت دارد.